# Théorème de Trakhtenbrot
En logique mathématique, le théorème de Trakhtenbrot dit que le problème de validité d'une formule de la logique du premier ordre sur la classe des modèles finis est indécidable. Autrement dit, il n'existe pas d'algorithme qui prend en entrée une formule avec des quantificateurs du premier ordre comme « pour tout x, il existe y tel que y est le père de x » et qui répond oui si la formule est vraie dans toute situation avec un nombre fini d'éléments et non sinon.
Ce théorème a été démontré par Boris Trakhtenbrot en 1950. Le théorème a un impact important : il démontre qu'il n'existe pas de système de déduction complet pour les validités en logique du premier ordre sur les modèles finis.

## Démonstration
On trouve des démonstrations dans divers ouvrages,.